# 2012-es magyar mű- és toronyugró-bajnokság
2012. július 20. és július 22. között rendezték meg a margitszigeti Széchy Tamás uszodában a 2012-es magyar mű- és toronyugró-bajnokságot.

## Versenyszámok

### Férfiak

#### 1 méteres műugrás
| Helyezés | Név (születési év)   | Egyesület | Pont   |
| -------- | -------------------- | --------- | ------ |
|          | Kelemen Tamás (1988) | BVSC      | 267,50 |
|          | Bóta Botond (1995)   | HPVK      | 267,40 |
|          | Ligárt Ábel (1998)   | HPVK      | 219,95 |
| 4.       | Tóth Gergely (1987)  | SzHSE     | 184,90 |
| 5.       | Gacs Barnabás (2000) | BVSC      | 143,40 |

#### 3 méteres műugrás
| Helyezés | Név (születési év)   | Egyesület | Pont   |
| -------- | -------------------- | --------- | ------ |
|          | Kelemen Tamás (1988) | BVSC      | 304,80 |
|          | Bóta Botond (1995)   | HPVK      | 270,00 |
|          | Ligárt Ábel (1998)   | HPVK      | 236,25 |
| 4.       | Gacs Barnabás (2000) | BVSC      | 119,60 |
| 5.       | Tóth Gábor (?)       | BME       | 93,10  |

#### 3 méteres szinkronugrás
| Helyezés | Név (születési év)                        | Egyesület | Pont   |
| -------- | ----------------------------------------- | --------- | ------ |
|          | Bóta Botond (1995) / Hajnal András (1982) | SzHSE     | 297,21 |

#### 10 méteres toronyugrás
| Helyezés | Név (születési év)        | Egyesület | Pont   |
| -------- | ------------------------- | --------- | ------ |
|          | Hajnal András (1982)      | SzHSE     | 308,05 |
|          | Somhegyi Krisztián (1994) | RLSE      | 280,20 |
|          | Tóth Gergely (1987)       | SzHSE     | 181,05 |

#### 10 méteres szinkronugrás
| Helyezés | Név (születési év)                         | Egyesület | Pont   |
| -------- | ------------------------------------------ | --------- | ------ |
|          | Hajnal András (1982) / Tóth Gergely (1987) | SzHSE     | 241,62 |

### Nők

#### 1 méteres műugrás
| Helyezés | Név (születési év)      | Egyesület | Pont   |
| -------- | ----------------------- | --------- | ------ |
|          | Kormos Villő (1988)     | RLSE      | 231,55 |
|          | Bogyay Anna (1992)      | RLSE      | 197,50 |
|          | Patkós Zsuzsanna (1992) | SzHSE     | 117,10 |
| 4.       | Szabó Szaniszla (1997)  | LSE       | 98,75  |
| 5.       | Balogh Imola (1990)     | SzHSE     | 96,60  |
| 6.       | Csorba Júlia (1996)     | Lunda SE  | 81,00  |
| 7.       | Romhányi Orsolya (1998) | Lunda SE  | 73,95  |

#### 3 méteres műugrás
| Helyezés | Név (születési év)  | Egyesület | Pont   |
| -------- | ------------------- | --------- | ------ |
|          | Barta Nóra (1984)   | BVSC      | 277,75 |
|          | Gondos Flóra (1992) | RLSE      | 235,80 |
|          | Kormos Villő (1988) | RLSE      | 226,55 |

#### 3 méteres szinkronugrás
| Helyezés | Név (születési év)                            | Egyesület | Pont   |
| -------- | --------------------------------------------- | --------- | ------ |
|          | Gondos Flóra (1992) / Reisinger Zsófia (1989) | RLSE      | 243,42 |
|          | Czoch Blanka (1995) / Kormos Villő (1988)     | RLSE      | 217,44 |
|          | Ancsin Boglárka (1995) / Stefán Dorina (1994) | RLSE      | 163,98 |

#### 10 méteres toronyugrás
| Helyezés | Név (születési év)      | Egyesület | Pont   |
| -------- | ----------------------- | --------- | ------ |
|          | Kormos Villő (1988)     | RLSE      | 268,30 |
|          | Reisinger Zsófia (1989) | RLSE      | 232,65 |
|          | Bogyay Anna (1992)      | RLSE      | 200,10 |
| 5.       | Balogh Imola (1990)     | SzHSE     | 109,35 |
| 6.       | Patkós Zsuzsanna (1992) | SzHSE     | 102,25 |

#### 10 méteres szinkronugrás
| Helyezés | Név (születési év)                            | Egyesület | Pont   |
| -------- | --------------------------------------------- | --------- | ------ |
|          | Kormos Villő (1988) / Reisinger Zsófia (1989) | RLSE      | 250,23 |
|          | Czoch Blanka (1995) / Bogyay Anna (1992)      | RLSE      | 185,31 |
|          | Balogh Imola (1990) / Patkós Zsuzsanna (1992) | SzHSE     | 153,27 |

### Fiúk

#### A korcsoport (16-18 évesek)

##### 1 méteres műugrás
| Helyezés | Név (születési év)        | Egyesület | Pont   |
| -------- | ------------------------- | --------- | ------ |
|          | Bóta Botond (1995)        | HPVK      | 399,30 |
|          | Somhegyi Krisztián (1994) | RLSE      | 391,10 |
|          | Ligárt Ábel (1998)        | HPVK      | 334,40 |
| 4.       | Biró Szabolcs (1995)      | BVSC      | 265,85 |
| 5.       | Füzes Marcell (1995)      | HPVK      | 197,75 |
| 6.       | Biró Bendegúz (1996)      | RLSE      | 176,45 |

##### 3 méteres műugrás
| Helyezés | Név (születési év)        | Egyesület | Pont   |
| -------- | ------------------------- | --------- | ------ |
|          | Bóta Botond (1995)        | HPVK      | 444,95 |
|          | Somhegyi Krisztián (1994) | RLSE      | 403,70 |
|          | Ligárt Ábel (1998)        | HPVK      | 372,70 |

##### 10 méteres toronyugrás
| Helyezés | Név (születési év)        | Egyesület | Pont   |
| -------- | ------------------------- | --------- | ------ |
|          | Somhegyi Krisztián (1994) | RLSE      | 408,20 |

#### B korcsoport (14-15 évesek)

##### 1 méteres műugrás
| Helyezés | Név (születési év)       | Egyesület | Pont   |
| -------- | ------------------------ | --------- | ------ |
|          | Ligárt Ábel (1998)       | HPVK      | 320,95 |
|          | Rombolotto Alfréd (1997) | SzHSE     | 270,75 |
|          | Smithing János (1997)    | BME       | 229,40 |
| 4.       | Gacs Barnabás (2000)     | BVSC      | 208,80 |
| 5.       | Bencsik Zsombor (1999)   | HPVK      | 207,80 |
| 6.       | Miszlai Hunor (1998)     | BVSC      | 169,75 |

##### 3 méteres műugrás
| Helyezés | Név (születési év)    | Egyesület | Pont   |
| -------- | --------------------- | --------- | ------ |
|          | Ligárt Ábel (1998)    | HPVK      | 337,90 |
|          | Smithing János (1997) | BME       | 211,05 |

#### C korcsoport (12-13 évesek)

##### 10 méteres toronyugrás
| Helyezés | Név (születési év)      | Egyesület | Pont   |
| -------- | ----------------------- | --------- | ------ |
|          | Rombolotto Leonardo (?) | SzHSE     | 203,95 |
|          | Varga Donát (2000)      | RLSE      | 164,60 |

### Lányok

#### A korcsoport (16-18 évesek)

##### 1 méteres műugrás
| Helyezés | Név (születési év)       | Egyesület | Pont   |
| -------- | ------------------------ | --------- | ------ |
|          | Czoch Blanka (1995)      | RLSE      | 289,60 |
|          | Szabó Dóra (1997)        | RLSE      | 259,95 |
|          | Rombolotto Marina (1996) | SzHSE     | 230,40 |
| 4.       | Idul Alexandra (1995)    | RLSE      | 226,60 |
| 5.       | Ancsin Boglárka (1995)   | RLSE      | 200,20 |
| 6.       | Hepke Viola (1995)       | HPVK      | 194,30 |
| 7.       | Lovics Anna (1995)       | BME       | 193,80 |
| 8.       | Marján Gyöngyi (1998)    | BVSC      | 179,15 |
| 9.       | Takács Luca (1995)       | LSE       | 148,85 |
| 10.      | Lengyel Lilla (1997)     | HPVK      | 148,55 |

##### 3 méteres műugrás
| Helyezés | Név (születési év)    | Egyesület | Pont   |
| -------- | --------------------- | --------- | ------ |
|          | Czoch Blanka (1995)   | RLSE      | 295,95 |
|          | Idul Alexandra (1995) | RLSE      | 228,10 |
|          | Stefán Dorina (1994)  | RLSE      | 192,35 |

##### 10 méteres toronyugrás
| Helyezés | Név (születési év)     | Egyesület | Pont   |
| -------- | ---------------------- | --------- | ------ |
|          | Czoch Blanka (1995)    | RLSE      | 222,80 |
|          | Stefán Dorina (1994)   | RLSE      | 194,35 |
|          | Ancsin Boglárka (1995) | RLSE      | 166,10 |

#### B korcsoport (14-15 évesek)

##### 1 méteres műugrás
| Helyezés | Név (születési év)   | Egyesület | Pont   |
| -------- | -------------------- | --------- | ------ |
|          | Szabó Dóra (1997)    | RLSE      | 211,45 |
|          | Veres Kamilla (1999) | RLSE      | 198,30 |
|          | Lengyel Lilla (1997) | HPVK      | 187,60 |
| 4.       | Juhász Maja (1998)   | BVSC      | 180,85 |
| 5.       | Dienes Zsófia (1998) | BME       | 171,80 |
| 6.       | Molnár Dalma (1998)  | BME       | 153,30 |

##### 3 méteres műugrás
| Helyezés | Név (születési év)   | Egyesület | Pont   |
| -------- | -------------------- | --------- | ------ |
|          | Veres Kamilla (1999) | RLSE      | 255,25 |
|          | Szabó Dóra (1997)    | RLSE      | 251,85 |
|          | Dienes Zsófia (1998) | BME       | 171,15 |
| 4.       | Molnár Dalma (1998)  | BME       | 167,05 |

##### 10 méteres toronyugrás
| Helyezés | Név (születési év)   | Egyesület | Pont   |
| -------- | -------------------- | --------- | ------ |
|          | Veres Kamilla (1999) | RLSE      | 201,80 |

#### A-B korcsoport

##### 3 méteres szinkronugrás
| Helyezés | Név (születési év)                            | Egyesület | Pont   |
| -------- | --------------------------------------------- | --------- | ------ |
|          | Szabó Dóra (1997) / Veres Kamilla (1999)      | RLSE      | 177,42 |
|          | Ancsin Boglárka (1995) / Stefán Dorina (1994) | RLSE      | 169,62 |
|          | Takács Luca (1995) / Szabó Szaniszla (1997)   | LSE       | 148,62 |

#### C korcsoport (12-13 évesek)

##### 10 méteres toronyugrás
| Helyezés | Név (születési év)         | Egyesület | Pont   |
| -------- | -------------------------- | --------- | ------ |
|          | Veres Kamilla (1999)       | RLSE      | 167,25 |
|          | Vecsernyés Veronika (2000) | RLSE      | 135,20 |
|          | Sándor Petra (2000)        | BME       | 125,95 |
| 4.       | Fischer Blanka (2000)      | BME       | 125,00 |